# Дмитриева, Тамара Викторовна
Тама́ра Ви́кторовна Дмитриева (род. 9 сентября 1935 года) — советский и российский скульптор, член союзов художников России, СССР, Санкт-Петербурга. Заслуженный художник Российской Федерации (2021).

## Биография
Тамара Викторовна родилась в городе Ленинграде 1935 году. С младших классов школы училась рисунку и живописи в Таврическом Художественном училище. В 1968 году окончила Институт живописи, скульптуры и архитектуры им. И. Е. Репина Академии Художеств СССР, на кафедре скульптуры у М. А. Керзина. В июле 1968 года после успешного окончания института Тамара Дмитриева была принята кандидатом в Ленинградское отделение Союза Художников в секцию скульптуры по рекомендации профессора, Народного художника РСФСР И. В. Крестовского. 29 июля 1968 года Тамара Дмитриева была зачислена в творческую группу Комбината декоративно-прикладного искусства и скульптуры Ленинградского отделения Художественного Фонда РСФСР. В 1983 году Тамара Дмитриева по рекомендации М. К. Аникушина была принята членом Ленинградского отделения Союза художников СССР.
Тамара Викторовна является участницей многочисленных конкурсов и выставок. Автор памятников, мемориальных композиций, декоративно-парковых скульптур, многочисленных портретов, а также работ в других жанрах. Проводит персональные выставки. «За значительный вклад в искусство» награждена медалью 300-летие Санкт-Петербурга, дипломом Академии Художеств РФ, стипендиат министерства культуры РФ.
В 1997 году на Международном фестивале искусств «Мастер класс» присвоено звание «Мастер». Произведения находятся в фонде Академии Художеств России, музеях России и других странах, а также в частных коллекциях. В музеях городов Госики-тё и Кронштадта находятся её двухфигурные бронзовые скульптуры Рикорда П. И. и Такадая Кахей, олицетворяющие дружбу между Россией и Японией.